# Basalto Cráter
El Basalto Cráter es un campo volcánico ubicado en la Patagonia argentina, más precisamente en el límite de las provincias de Chubut y Río Negro. Basalto Cráter está a 400 km corresponde a un vulcanismo de retroarco. El campo volcánico posee 9 conos volcánicos siendo el Cerro Negro de 1359 m el de mayor altura.